# Cory Schneider
Cory Franklin Schneider (ur. 18 marca 1986 w Marblehead, Massachusetts) – amerykański hokeista, gracz ligi NHL, reprezentant Stanów Zjednoczonych.

## Kariera klubowa
- Boston College (2004-2007)
- Vancouver Canucks (3.07.2007 – 30.06.2013)
  -  Manitoba Moose (2007-2010)
- HC Ambrì-Piotta (2012-2013) – lokaut w NHL
- New Jersey Devils (od 30.06.2013)

## Kariera reprezentacyjna
- Reprezentant USA na MŚJ U-18 w 2004
- Reprezentant USA na MŚJ U-20 w 2005
- Reprezentant USA na MŚJ U-20 w 2006
- Reprezentant USA na MŚ w 2007
- Reprezentant USA na Puchar Świata 2016

## Sukcesy
Indywidualne
- Występ w Meczu Gwiazd ligi AHL w sezonie 2008-2009
- Zdobywca William M. Jennings Trophy – najmniejsza liczba straconych bramek w sezonie zasadniczym NHL 2010-2011
- Uczestnik Meczu Gwiazd NHL w sezonie 2015-2016